# Guiglo
Guiglo är en ort i Elfenbenskusten. Den ligger i distriktet Montagnes i den västra delen av landet, 250 km väster om huvudstaden Yamoussoukro. Folkmängden uppgår till cirka 50 000 invånare.